# Застигнутый дождём
«Застигнутый дождём» (англ. Caught in the Rain, альтернативные названия — At It Again / In the Park / Who Got Stung?) — короткометражный немой фильм Чарльза Чаплина и его первая самостоятельная режиссёрская работа. Выпущен 4 мая 1914 года.

## Сюжет
Подвыпивший постоялец отеля, гуляя по парку, начинает нагло приставать к женщине на скамейке. Её муж, который ходил за сигаретами, возвращается, возмущается поведением постояльца и своей жены, валит постояльца на землю, перебрасывая его через скамейку, и уводит жену в отель, где они живут. Туда же направляется и постоялец — он живёт в соседней комнате. Забравшись с трудом по лестнице, после нескольких падений в одиночку и вместе с другими людьми, он ошибается дверью и попадает в комнату той же семейной четы, ничего не понимая, ведёт себя развязно, пьёт из бутылки, которая стоит в их номере. Его вышвыривают, он идёт к себе, с трудом снимает верхнюю одежду и ложится спать.
Однако ночью к нему приходит та женщина: оказывается, она лунатичка. Муж её ищет. Постоялец вначале делает вид, что ничего не знает, затем сам ведёт женщину в её номер. Придя в её номер, он тут же допивает содержимое бутылки и намеревается уйти, но в этот момент возвращается муж женщины. Постоялец вырывается на балкон, высадив стекло, но его видит полицейский, принимает за преступника и стреляет из пистолета. Постоялец в панике бросается назад, сталкивается с мужем женщины, вырывается в коридор и после быстрых метаний находит дверь своего номера и вбегает в него. В следующий момент отряд полиции, уже не видя постояльца, подбегает к номеру мужчины и женщины. Муж выскакивает из номера и от неожиданности бьёт полицейского. На шум выскакивает из своего номера и постоялец, случайно сбивая с ног ударом двери весь полицейский отряд. Полиция убегает. Муж женщины врывается в комнату постояльца, падает, поднимается и как попало ложится на его кровать. В этот момент женщина выходит в коридор и падает в обморок, увидев постояльца — вместе с ней падает на пол и он сам, пытаясь её удержать. В последних кадрах обессилевшие герои «меняются местами»: мужчина лежит поперёк кровати постояльца (точно так же тот ложился до этого), а постоялец, обняв женщину, лежит в коридоре гостиницы.

## В ролях
- Чарли Чаплин — подвыпивший постоялец отеля
- Мак Суэйн — муж
- Элис Дэвенпорт — жена
- Элис Хоуэлл — постоялица отеля
- Слим Саммервилл — полицейский (в титрах не указан)